# Буенавентура (Флорида)
Буенавентура (англ. Buenaventura Lakes) — переписна місцевість (CDP) в США, в окрузі Осіола штату Флорида. Населення — 30 251 особа (2020).

## Географія
Буенавентура розташована за координатами 28°20′0″ пн. ш. 81°21′8″ зх. д. / 28.33333° пн. ш. 81.35222° зх. д. (28.333421, -81.352159). За даними Бюро перепису населення США в 2010 році переписна місцевість мала площу 14,58 км², з яких 14,45 км² — суходіл та 0,13 км² — водойми.

## Демографія
Згідно з переписом 2010 року, у переписній місцевості мешкало 26 079 осіб у 8174 домогосподарствах у складі 6651 родини. Густота населення становила 1788 осіб/км². Було 9340 помешкань (641/км²).
Расовий склад населення:
| - 61,2 % — білих - 14,2 % — чорних або афроамериканців - 2,6 % — азіатів - 0,6 % — корінних американців - 0,1 % — вихідців з тихоокеанських островів - 16,5 % — осіб інших рас |

До двох чи більше рас належало 4,9 %. Частка іспаномовних становила 69,6 % від усіх жителів.
За віковим діапазоном населення розподілялося таким чином: 26,4 % — особи молодші 18 років, 62,1 % — особи у віці 18—64 років, 11,5 % — особи у віці 65 років та старші. Медіана віку мешканця становила 34,7 року. На 100 осіб жіночої статі у переписній місцевості припадало 93,7 чоловіків; на 100 жінок у віці від 18 років та старших — 89,9 чоловіків також старших 18 років.
Середній дохід на одне домашнє господарство становив 47 972 долари США (медіана — 39 148), а середній дохід на одну сім'ю — 48 190 доларів (медіана — 40 625). Медіана доходів становила 29 393 долари для чоловіків та 28 304 долари для жінок. За межею бідності перебувало 18,7 % осіб, у тому числі 28,3 % дітей у віці до 18 років та 10,6 % осіб у віці 65 років та старших.
Цивільне працевлаштоване населення становило 13 247 осіб. Основні галузі зайнятості: мистецтво, розваги та відпочинок — 19,3 %, освіта, охорона здоров'я та соціальна допомога — 18,0 %, роздрібна торгівля — 15,1 %.